# Talaat Guenidi
Mohamed Talaat Mohamed Guenidi (in arabo محمد طلعت محمد جنيدي‎?; Il Cairo, 26 novembre 1943) è un ex cestista egiziano.

## Carriera
Con l'Egitto ha disputato i Giochi olimpici di Monaco 1972.